# آدریانا لیما
آدریانا لیما (به انگلیسی: Adriana Lima؛ زادهٔ ۱۲ ژوئن ۱۹۸۱) مدل برزیلی است. او یکی از فرشته‌های ویکتوریا سیکرت بین سال‌های ۱۹۹۹ تا ۲۰۱۸ بود. او باسابقه‌ترین مدل و در سال ۲۰۱۷ «با ارزش‌ترین فرشته ویکتوریا سیکرت» نام گرفت.
او همچنین از سال ۲۰۰۳ به عنوان سخنگوی لوازم آرایشی میبلین، و برای حضور تبلیغات سوپر بول و کیا موتورز نیز شناخته می‌شود. لیما در سن ۱۵ سالگی برنده مسابقه «سوپر مدل برزیل» فورد مادلز شد، و سال بعد در رقابت‌های «سوپر مدل جهان» مقام دوم را کسب کرد. بعد از آن رقابت‌ها بود که با بنگاه مدلینگ الیت مدل در نیویورک قرارداد بست.
لیما در حال حاضر توسط models.com به عنوان یکی از «سوپر مدل‌های جدید» رتبه‌بندی شده‌است. از سال ۲۰۱۴، لیما دومین مدل پردرآمد جهان است. در سال ۲۰۱۲، او در جایگاه چهارم لیست مدل‌های پردرآمد فوربز قرار گرفت و تخمین زده می‌شود که در یک سال ۷٫۳ میلیون‌دلار درآمد داشته باشد. او در سال ۲۰۱۳ به جایگاه سوم و در سال ۲۰۱۴ با درآمد ۸ میلیون‌دلاری در جایگاه دوم قرار گرفت. در سال ۲۰۱۵، او با درآمد ۹ میلیون دلار در جایگاه دوم قرار گرفت. او در سال ۲۰۱۶ با درآمد ۱۰٫۵ میلیون‌دلاری جایگاه دوم را حفظ کرد.
لیما به عنوان سفیر برای برندهای پوشاک دسیگوال مستقر در بارسلون، اسپانیا، برای مجموعه لباس‌های ساحلی برند ایتالیایی کالزدونیا و برای مجموعه لباس‌های آماده برند ایتالیایی مکس مرا فعالیت کرده‌است. او در حال حاضر سفیر، آی‌دبلیوسی، پوما، میبلین و شوپارد است.

## سال‌های نخستین زندگی
لیما در ۱۲ ژوئن ۱۹۸۱ در سالوادور، باهیا، برزیل متولد شد. بسیاری از منابع اظهار داشتند که «فرانچسکا» نام میانی او است، اما خود لیما در مصاحبه‌ای با رادیو دبلیو کلمبیا در سال ۲۰۱۰ این موضوع را رد کرد و تأیید کرد که نام او فقط آدریانا لیما است. والدین او نلسون تورس، نجار و ماریا داس گراساس لیما، مددکار اجتماعی هستند. پدرش وقتی شش ماه داشت خانواده را ترک کرد و مادرش به تنهایی او را بزرگ کرد. پدرش وقتی که آدریانا شش‌ماهه بود خانواده‌اش را ترک کرد و مادرش به تنهایی او را بزرگ کرد. لیما در محله کاستلو برانکو سالوادور بزرگ شد. او گفته‌است که قبل از شروع به کار به عنوان یک مدل، می‌خواست که پزشک کودکان شود.
لیما تبار پرتغالی، بومی برزیل، آفریقایی، ژاپنی، سوئیسی و هند غربی است. او شخصاً خودش را به عنوان یک آفریقایی-برزیلی معرفی می‌کند.
لیما به چهار زبان صحبت می‌کند: به زبان مادری خود پرتغالی، انگلیسی، ایتالیایی و اسپانیایی.

## حرفه

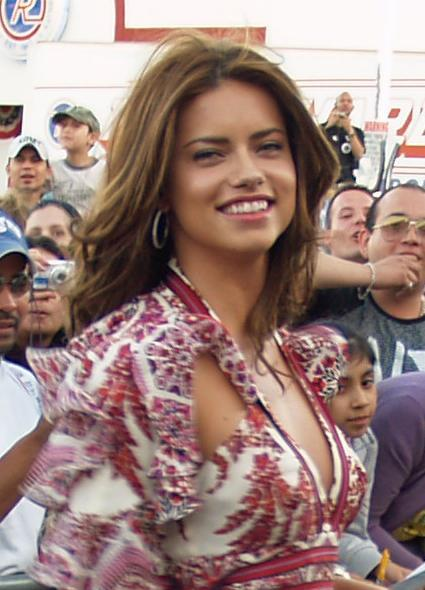
لیما در اولین نمایش مرد عنکبوتی ۳ در جشنواره فیلم ترایبکا در کوئینز، شهر نیویورک در سال ۲۰۰۷

لیما هرگز به مدل شدن فکر نکرد، اگرچه در دوره ابتدایی در مسابقات زیبایی برنده شده بود. با این حال، دوستی در مدرسه که می‌خواست در یک مسابقه مدلینگ شرکت کند و نمی‌خواست به تنهایی شرکت کند، بنابراین لیما با او وارد شد. هر دو عکس ارسال کردند و اسپانسر مسابقه به زودی از لیما خواست تا برای مسابقه شرکت کند. بلافاصله پس از آن، در سن ۱۵ سالگی، او در جستجوی مدل فورد "Supermodel of Brazil" رتبه اول را به دست آورد و به مقام اول رسید. او متعاقباً در سال ۱۹۹۶ در مسابقه فورد مدل‌های سوپرمدل جهان شرکت کرد و در مقام دوم به پایان رسید. یک سال بعد، لیما به شهر نیویورک نقل مکان کرد و با الیت مدل قرارداد بست.

## زندگی شخصی
از سال ۲۰۰۱ تا ۲۰۰۳، لیما با لنی کراویتز خواننده آمریکایی در رابطه بود. با هم نقل مکان کردند و نامزد کردند. لیما در موزیک ویدئوی دیروز تمام شده‌است (کی عزیزم) که برای تک آهنگ کراویتز در سال ۲۰۰۲ ساخته شد حضور پیدا کرد.
در سال ۲۰۰۹، لیما با مارکو یاریچ، بازیکن صربستانی NBA در روز ولنتاین در جکسون هول، وایومینگ ایالات متحده ازدواج کرد. حاصل این ازدواج دو فرزند دختر است. در می ۲۰۰۹، گزارش شد که لیما برای اخذ شهروندی صربستان درخواست داده‌است، اما هرگز به او اعطا نشد. در ۲ می ۲۰۱۴، لیما و یاریچ پس از پنج سال زندگی مشترک، جدایی خود را اعلام کردند. این زوج در مارس ۲۰۱۶ به‌طور رسمی طلاق گرفتند.
در سال ۲۰۲۱، لیما با آندره لمرز تهیه‌کننده فیلم آشنا شد. در ۱۸ فوریه ۲۰۲۲، لیما در شبکهٔ اجتماعی تیک‌تاک اعلام کرد که در انتظار سومین فرزند و اولین نوزادش با لمرز است. او ویدئویی از سونوگرافی خود را به اشتراک گذاشت و نوشت که نوزادش «پاییز ۲۰۲۲ به دنیا می‌آید.» در اوت ۲۰۲۲، لیما یک پسر به دنیا آورد.
لیما در میامی زندگی می‌کند و قبلاً یک آپارتمان در شهر نیویورک داشت.

### دیدگاه‌های مذهبی
در آوریل ۲۰۰۶، لیما به مجله جی‌کیو گفت که او یک کاتولیک مؤمن است که هر یکشنبه در مراسم آیین عشای ربانی شرکت می‌کند. او همچنین اظهار داشت که باکره است. او گفت: "سکس برای بعد از ازدواج است." "[مردها] باید به این انتخاب من احترام بگذارند. اگر احترامی وجود نداشته باشد، به این معنی است که آنها من را نمی‌خواهند." او همچنین سقط جنین را به عنوان یک جرم محکوم کرد و اظهار داشت که با تمام آموزه‌های کلیسا موافق است. پس از اینکه از او به دلیل دیدگاه‌هایش در مورد سقط جنین انتقاد شد، روزنامه‌نگار لیما، مویا داد (فوتبالیست و عضو سابق شورای فیفا) در مارس ۲۰۲۳ بیانیه‌ای منتشر کرد و گفت که موضع لیما در مورد سقط جنین تغییر کرده‌است: «ما با افتخار می‌توانیم بگوییم که خانم لیما سبک زندگی سالم را سال‌هاست که ترویج می‌کند و مانند بسیاری از مردم، موضع او در مورد ال‌جی‌بی‌تی و مشکلات زنان تغییر کرده‌است و او را به عنوان یک متحد می‌دانند.»
لیما در مارس ۲۰۱۷ به مجله اوشن درایو گفت که قبل از شروع نمایش‌ها یک نسخه از کتاب مقدس را برای خواندن در پشت صحنه می‌آورد. او همچنین گفته‌است که قبل از اینکه فرشته ویکتوریا سیکرت شود، می‌خواست که راهبه شود. لیما در رابطه با معنویت خود اظهار داشت: «کلیسا در وجود من است - من همیشه با خداوند ارتباط برقرار می‌کنم. اگر با خدا در ارتباط باشید و همیشه در هر کاری که انجام می‌دهید نیت پاک داشته باشید، توسط فرشتگان محافظت می‌شوید. من خیلی معنوی هستم. به طبیعت اعتقاد دارم، به انرژی اعتقاد دارم، به ارواح اعتقاد دارم.» لیما در رسانه‌های اجتماعی خود اغلب از یمانجا، روح آب در مذهب یوروبا، یاد می‌کند و به آن ادای احترام می‌کند.

### امور خیریه
لیما برای کمک به یک یتیم خانه، به نام "Caminhos da Luz" (مسیرهای نور)، واقع در سالوادور، کارهای خیریه انجام می‌دهد. او در ساخت‌وساز برای گسترش یتیم خانه کمک می‌کند و برای کودکان فقیر در سالوادور، باهیا لباس می‌خرد. در سال ۲۰۰۹، او در مسابقه تلویزیونی ?Var mısın? Yok musun (نسخه ترکی Deal or No Deal) حضور پیدا کرد که پول جایزه خود را به بیمارستانی در استانبول برای کودکان مبتلا به سرطان خون اهدا کرد.

## فیلم‌شناسی
| سال  | عنوان          | نقش  | توضیحات                       |
| ---- | -------------- | ---- | ----------------------------- |
| ۱۹۹۶ | دو مسیر        |      | مجموعهٔ تلویزیونی برزیلی       |
| ۲۰۰۱ | تعقیب          | همسر | فیلم کوتاه                    |
| ۲۰۰۷ | آشنایی با مادر | خودش | Episode: "The Yips"           |
| ۲۰۰۸ | بتی بی‌ریخته    | خودش | قسمت: "بری زشت"               |
| ۲۰۱۳ | دیوانه‌ها       | خودش | قسمت: "مدل‌ها عاشق جادو هستند" |
| ۲۰۱۸ | هشت یار اوشن   | خودش | نقش کوتاه                     |

## موزیک ویدئو
| سال  | عنوان                        | هنرمند      |
| ---- | ---------------------------- | ----------- |
| ۲۰۰۲ | دیروز تمام شده‌است (کی عزیزم) | لنی کراویتز |

## توضیحات
1. ↑  منابع ترجمه شده انگلیسی و خود لیما بیان می‌کند که اصل و نسب «هندی» دارد. معنای مبهم کلمه «هندو» در انگلیسی، که می‌تواند به مردم بومی قاره آمریکا یا مردم بومی کشور هند اشاره کند، باعث شده‌است که برخی از اصل و نسب آمریکایی او به اشتباه تعبیر کنند و ادعا کنند که پیشینه «هندی» لیما به این موضوع اشاره دارد. کشور هند با این حال، در زبان عامیانه انگلیسی، «هندی» به معنای اشاره به مردم بومی قاره آمریکا است. در پرتغالی، چنین ابهامی وجود ندارد، زیرا دو کلمه برای بیان معانی مختلف وجود دارد: «ایندیو» برای یک  سرخپوست آمریکایی (یا سرخ‌پوست، از جمله بومیان برزیل)؛ و ایندیانو برای افراد و چیزهای مربوط به هند.